# Шримс звичайний
Шримс звичайний, відомий також як креветка піщана (Crangon crangon) — вид креветок родини Шримсові (Crangonidae). Має високе промислове значення, відловлюється переважно у південній частині Північного моря, також у Ірландському, Балтійському, Середземному і Чорному морях, і атлантичному узбережжі Скандинавії і частини Марокко.

## Характеристика

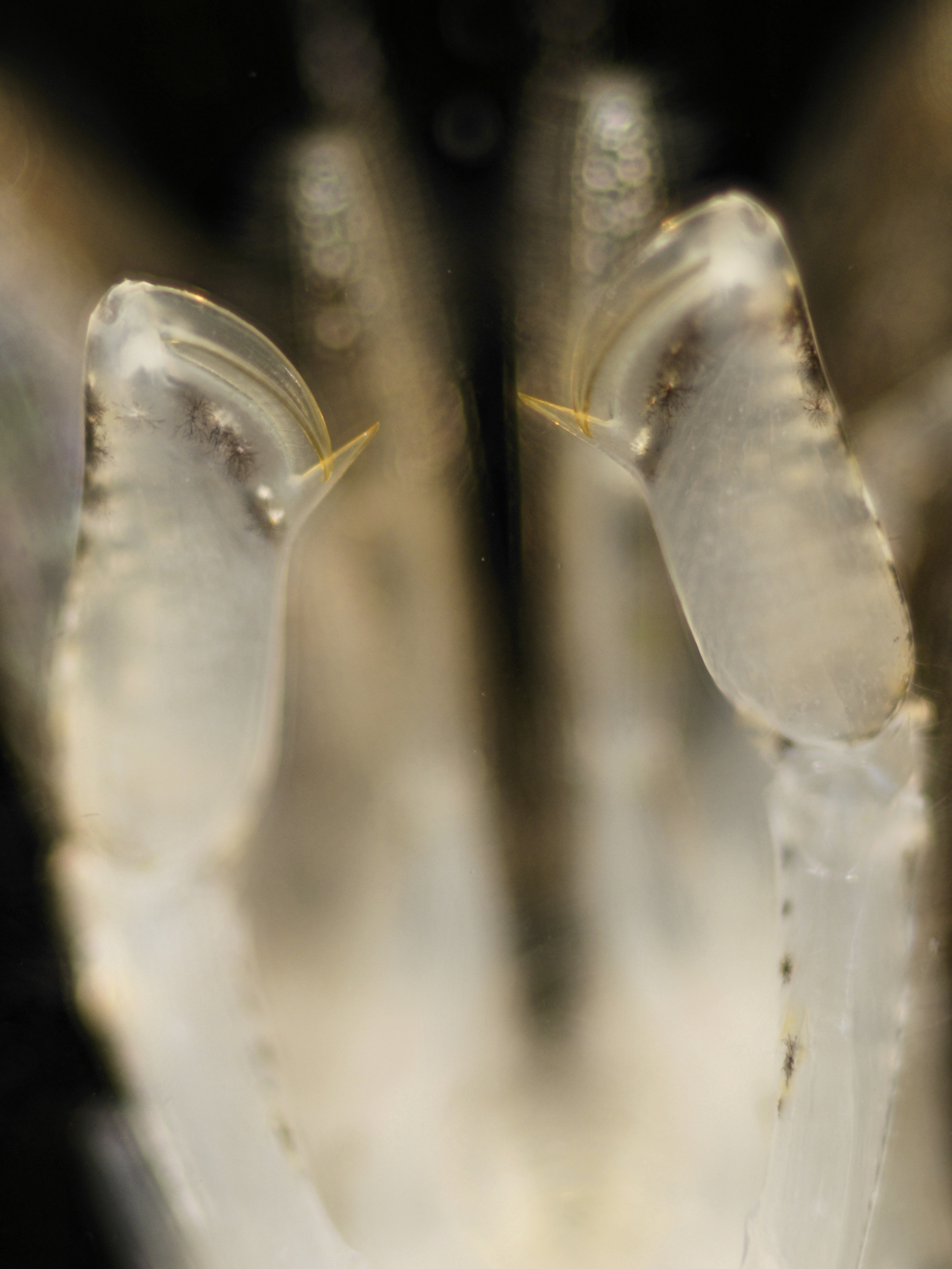
Клешні шримсу звичайного

Дорослі особини сягають 30-50 мм довжиною, окремі особини — до 90 мм. Креветка має маскувальне забарвлення, що імітує колір піщаного дна і може змінюватись в залежності від типу середовища. Живуть на мілинах із солонуватою водою, де живляться переважно вночі. Вдень вони закопуються у пісок, ховаючись від хижаків — птахів і риб, але залишаючи на поверхні антени.
Як і для інших представників родини шримсових, для креветки піщаної характерним є перший періопод, що знаходиться під клешнею, а також короткий рострум.

## Ареал і екологія
Ареал досить широкий, охоплює Атлантичний океан від Білого моря на півночі Росії до узбережжя Марокко, Балтику, Середземне і Чорне моря включно. Найстарішою є східно-середземноморська популяція, яка слугувала джерелом поширення цього виду у східній Атлантиці протягом пізнього Плейстоцену.
Дорослі особини живуть на поверхні ґрунту або у придонному шарі води, тримаються прибережних ділянок і лиманів. Зазвичай є дуже чисельними і мають великий вплив на екосистеми в яких вони живуть.

## Спосіб життя
Самиці досягають статевої зрілості маючи в довжину 22-43 мм, самці — 30-45 мм. Із яєць викупляються планктонні личинки. До досягнення стадії пост-личинки, яка переходить до донного способу життя, проходить п'ять линьок.

## Господарське значення

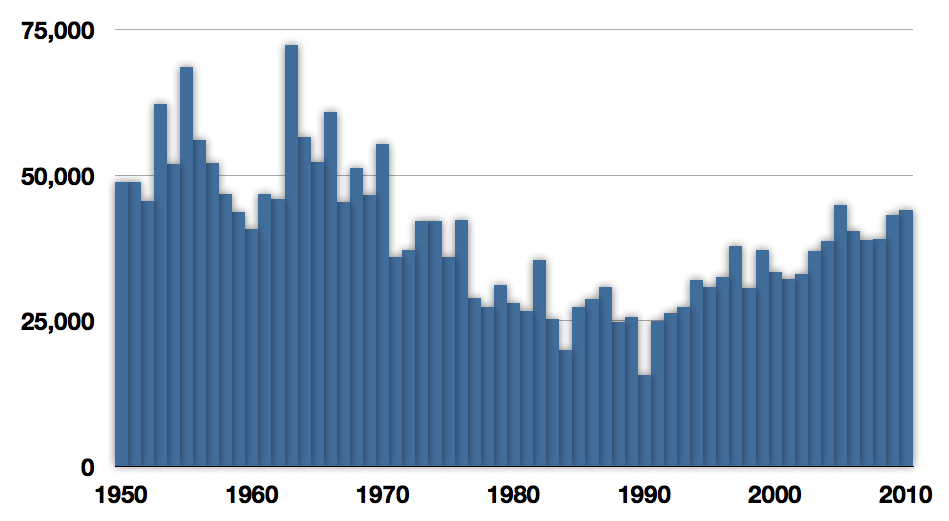
Загальний світовий вилов Crangon crangon у тоннах, FAO, 1950—2010

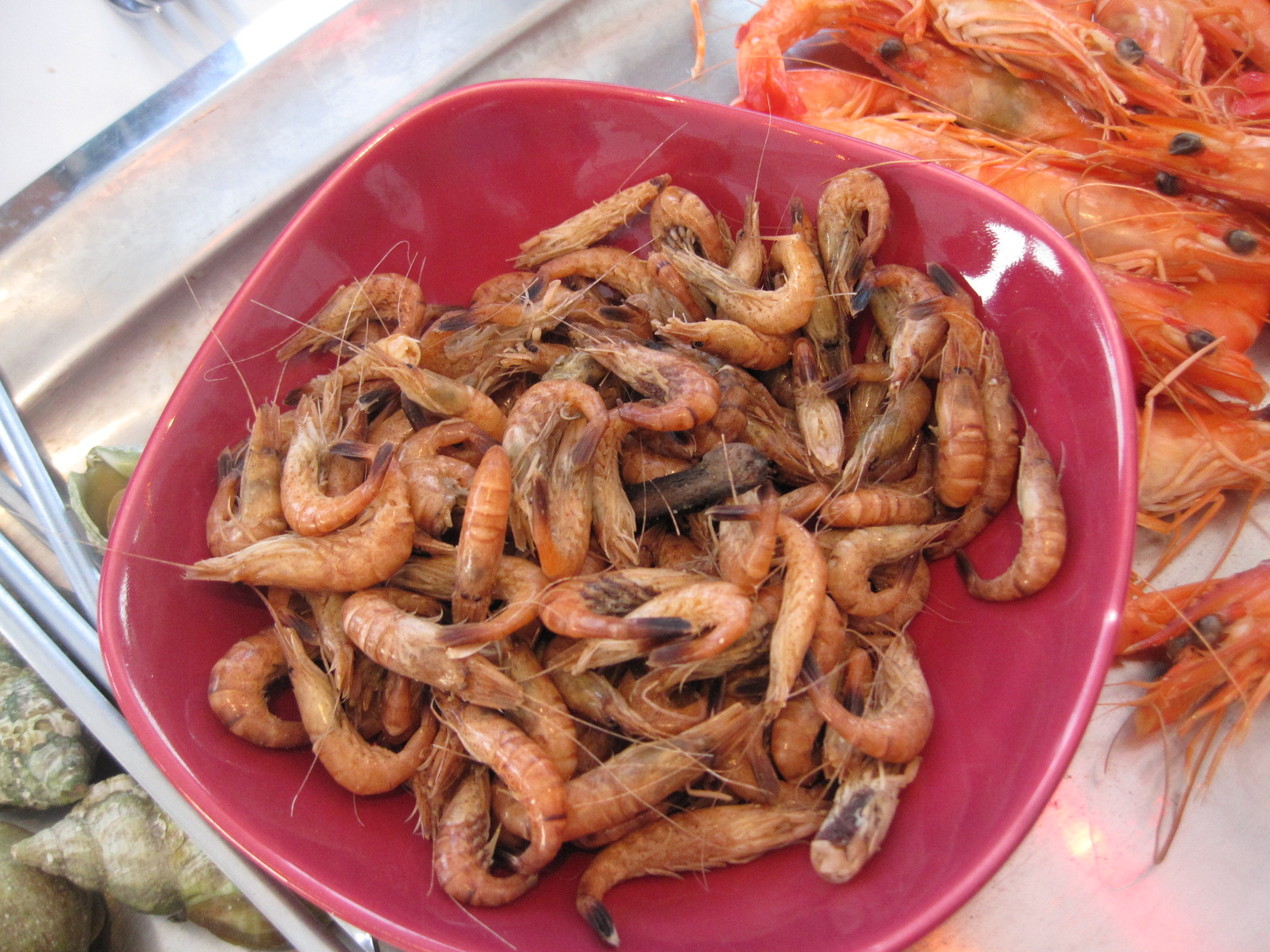
Варені креветки

У 1999 році відловлено більш як 37 000 тонн шримсу звичайного. На долю Німеччини і Нідерландів припадає більш за 80 %.
Варені креветки цього виду є дуже популярними у Бельгії та прилеглих країнах. Одна із популярних страв називається tomate-crevette, коли варені креветки перемішуються із майонезом і прикрашаються свіжими помідорами. Також популярними є креветкові палюшки, приготовані із сиром. Також подаються у як закуска до пива.